# Diary of a Wimpy Kid
Diary of a Wimpy Kid is een Amerikaanse komische jeugdfilm uit 2010 van Thor Freudenthal met in de hoofdrollen onder meer Zachary Gordon, Robert Capron en Chloë Grace Moretz. Het is de verfilming van Jeff Kinneys gelijknamige boek Het leven van een loser. Het is de eerste film van de filmreeks.

## Verhaal
De elfjarige Greg (Zachary Gordon) en zijn vriend Rowley (Robert Capron) gaan naar een nieuwe school. Greg is ervan overtuigd dat hij de populairste leerling van de school zal worden, maar is bezorgd dat zijn vriendschap met de nogal sukkelige Rowley dit zal bemoeilijken. Op de eerste dag vertelt Chirag Gupta (Karan Brar) over de kaas die op het asfalt ligt.
Op Halloween worden de twee achtervolgd door een stel tieners. Als ze proberen te ontsnappen maken ze een grote kras op de lak van hun auto. Ze weten te ontsnappen, maar Gregs vader (Steve Zahn) gooit een emmer water over hen heen omdat hij denkt dat het tieners zijn. Ze melden zich aan voor de veiligheidspatrouille en brengen elke middag de kleuters naar huis. Wanneer Rowley door Gregs toedoen zijn hand breekt, wordt hij ironisch genoeg opeens veel populairder dan zijn vriend.
Greg terroriseert de kleuters door ze in een gat te gooien. Mevrouw Irvine denkt dat het Rowley is en geeft die aan bij Meneer Winsky, die de baas is over de veiligheidspatrouille. Rowley wint de wedstrijd voor de nieuwe striptekenaar maar wordt al snel gepakt door Meneer Winsky. Greg vertelt Rowley de waarheid, waardoor die boos wordt en Greg verwaand noemt. Meneer Winsky komt achter de waarheid en schorst Greg uit de veiligheidspatrouille. Rowley gaat daarna om met Collin en Greg wordt jaloers en gaat spelen met Fregley, maar dat loopt helemaal mis doordat Fregley hyperactief wordt van de suiker die in de chocolade zit die Greg bij zich had.
Greg meldt zich aan voor het toneelstuk The Wizard of Oz als Boom, omdat die appels mogen gooien naar Patty Farrell (Laine MacNeil). Het blijkt dat het een andere versie is waarin ze geen appels mogen gooien, maar zingen. Op de avond van het toneelstuk stopt Greg met zingen omdat Rodrick alles filmt om hem de rest van zijn leven ermee te vernederen. Patty wordt boos en ze beginnen te gooien met appels.
Daarna is er op school een dansfeest voor jongens en hun moeder. Hij ziet daar Rowley en zijn moeder adviseert hem om te vragen aan Rowley om mee te gaan om een ijsje te eten, maar die gaat al met Collin ijs eten. Daarna vechten ze op het schoolplein, maar worden gepakt door de tieners van Halloween. Ze dwingen Rowley de kaas op te eten. Greg neemt het erna voor Rowley op en pakt de kaas op. Iedereen rent na zijn toespraak over hoe stom school is omdat hij nu de "Kaastic" heeft. Greg en Rowley worden weer vrienden aan het einde van het schooljaar.

## Rolverdeling
| Acteur                  | Personage        | Opmerkingen                  |
| ----------------------- | ---------------- | ---------------------------- |
| Zachary Gordon          | Greg Heffley     | leerling                     |
| Robert Capron           | Rowley Jefferson | leerling, Gregs beste vriend |
| Devon Bostick           | Rodrick Heffley  | Gregs oudere broer           |
| Rachael Harris          | Susan Heffley    | Gregs moeder                 |
| Steve Zahn              | Frank Heffley    | Gregs vader                  |
| Chloë Grace Moretz      | Angie Steadman   | leerlinge                    |
| Andrew McNee            | Malone           | gymleraar                    |
| Karan Brar              | Chrirag Gupta    | leerling                     |
| Laine MacNeil           | Patty Farrell    | leerlinge                    |
| Alf Humphreys           | meneer Jefferson | Rowleys vader                |
| Connor en Owen Fielding | Manny Heffley    | Gregs broertje               |